# NOM-030-STPS-2009

La NOM-030-STPS es una norma oficial mexicana de la Secretaría del trabajo y previsión social en materia de Servicios preventivos de seguridad y salud en el trabajo. Es una norma de cumplimiento obligatorio de todos los centros de trabajo en territorio mexicano. Su última versión data del año 2009 siendo el nombre vigente completo de la norma NOM-030-STPS-2009 de conformidad con lo dispuesto en la Ley federal de Metrología y normalización. Esta norma es la base para todos los programas preventivos de riesgos en los centros de trabajo.

## Objetivo
La NOM-030-STPS tiene como objetivo establecer las funciones y actividades que deben realizar los servicios preventivos de seguridad y salud en el trabajo con objeto de prevenir accidentes y enfermedades de trabajo, así como establecer los mecanismos de respuesta inmediata cuando se detecte un riesgo gravísimo e inminente.
con fecha 21 de febrero de 2012, fue publicado en el Diario Oficial de la Federación el Proyecto de esta norma, en cumplimiento a la aprobación del mismo por parte del Comité Consultivo Nacional de Normalización de Innovación, Desarrollo, Tecnologías e Información en Salud; de conformidad con lo previsto en el artículo 47, fracción I, de la Ley Federal sobre Metrología y Normalización, a efecto de que en los siguientes 60 días naturales posteriores a dicha publicación, los interesados presentaran sus comentarios ante el Comité Consultivo Nacional de Normalización de Innovación, Desarrollo, Tecnologías e Información en Salud.
Que durante el periodo de Consulta Pública de 60 días naturales que concluyó el 21 de abril de 2012, fueron recibidos en la sede del mencionado Comité, comentarios respecto del proyecto de modificación de esta norma, razón por la que con fecha previa fueron publicadas en el Diario Oficial de la Federación las respuestas a los comentarios recibidos por el mencionado Comité, en los términos del artículo 47, fracción III, de la Ley Federal sobre Metrología y Normalización.